# Jana Černochová
Jana Černochová (Praga, 26 de octubre de 1973) es una política checa que se desempeña como Ministra de Defensa de la República Checa en el Gabinete de Petr Fiala desde diciembre de 2021. Ha sido miembro del parlamento checo desde 2010, en representación del Partido Cívico Democrático (ODS).

## Biografía
Černochová se graduó de la escuela secundaria en 1992 y comenzó a trabajar en un banco. Más tarde estudió relaciones internacionales en la Universidad Metropolitana de Praga.

## Carrera política

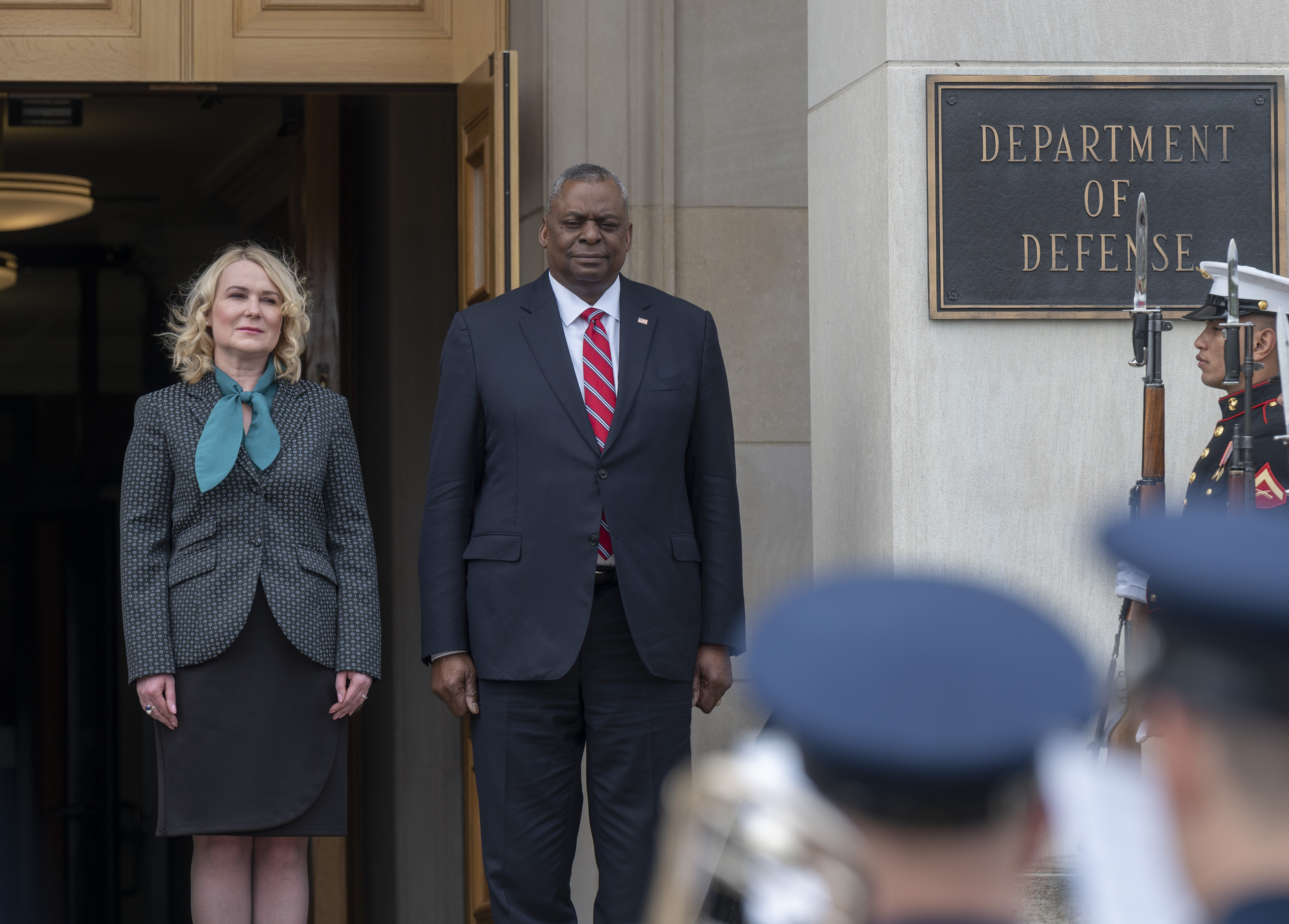
Černochová con el secretario de Defensa de EE. UU., Lloyd Austin, en abril de 2022

Después de unirse a ODS en 1997, Černochová participó activamente en la política municipal y se convirtió en alcaldesa de Praga 2. Se convirtió en miembro del parlamento en 2010. Tras las elecciones de 2017, se convirtió en presidenta de la comisión de defensa de la Cámara de Diputados. 
En diciembre de 2021, fue nombrada Ministra de Defensa en el Gabinete de Petr Fiala. Unos días después, Černochová renunció como alcalde de Praga 2 y fue reemplazado por Alexandra Udženija.

## Puntos de vista políticos
Černochová es partidaria del derecho a portar armas. Ella es titular de una licencia de portación oculta y lleva una Glock 26 Olive Gen4. También posee una pistola CZ 75B Operace Anthropoid de edición especial y un rifle PAR MK3, una variante AR 15 de fabricación checa.

## Premios
- Orden de la Princesa Olga, 2.ª clase (2022)[6]